# Musée Ogier-Fombrun
Le musée Ogier-Fombrun est un musée situé à Montrouis en Haïti,.

## Présentation
Le musée Ogier-Fombrun est situé dans une habitation sucrière construite en 1760 par le colon bordelais Guillaume Ogier, et abandonnée à sa mort en 1799, pendant la révolution haïtienne.
L’architecte Gérard Fombrun fit l’acquisition de cette bâtisse en mars 1977 et la restaura pendant 35 ans.
Il y installa un ensemble muséographique qui expose l'histoire d’Haïti depuis l'époque précolombienne des Taïnos, suivie des périodes coloniales espagnole et française, jusqu’à l'Indépendance de la République d'Haïti en 1804.
Ouvert au public en 1993, le musée Ogier-Fombrun expose des vestiges de l’industrie sucrière et de la traite négrière.
Il présente des éléments patrimoniaux uniques dont : un aqueduc de 150 m de long qui continue de faire couler de l'eau jusqu'à une gigantesque roue à augets en bois de 20 pieds qui alimentait jadis le moulin à canne ; l’étuve pour l’assèchement des « pains » de sucre ; le moulin « calemanan », un ancien moulin à traction animale provenant d’une habitation coloniale de Saintard.

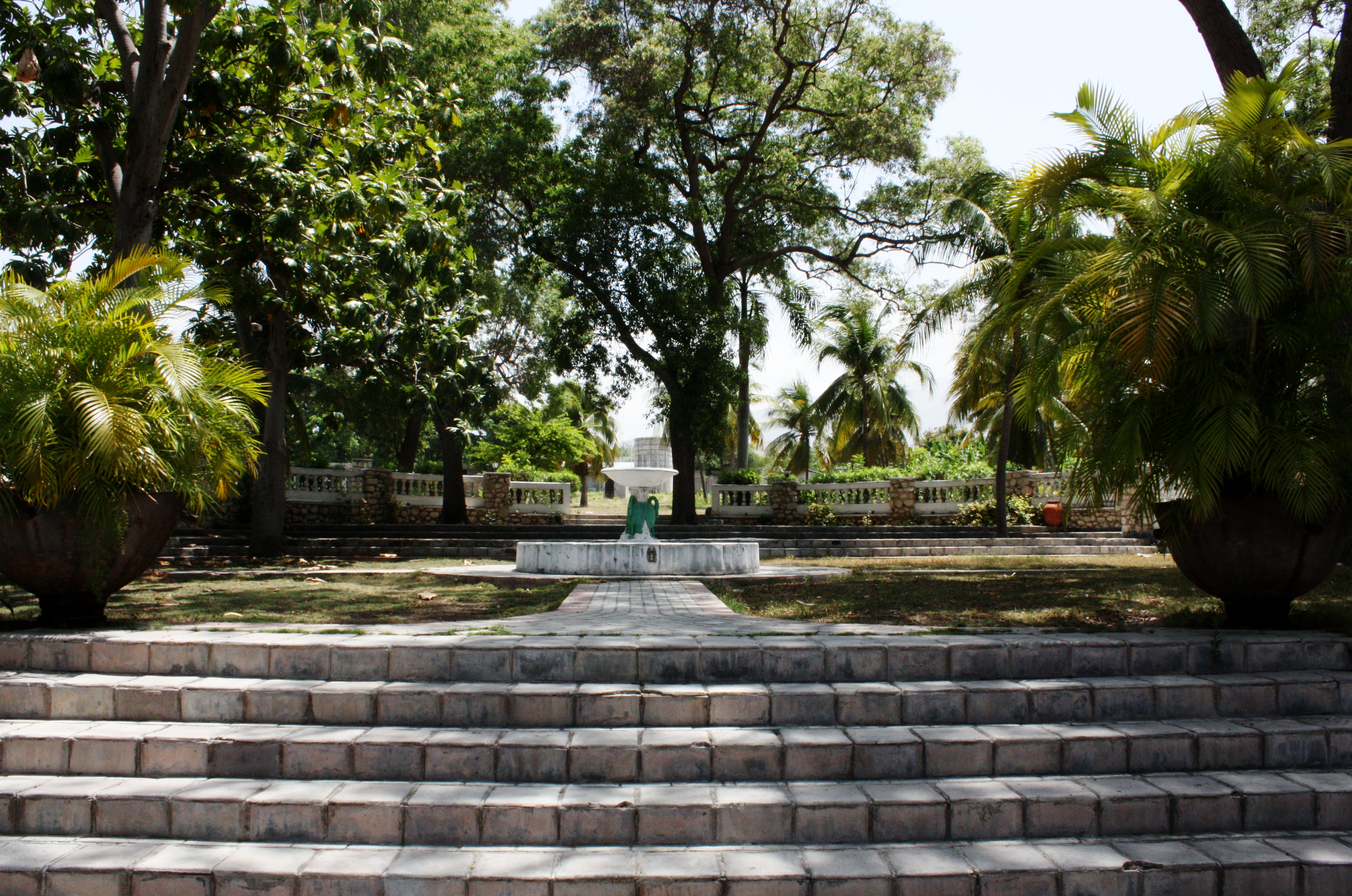
L'une des cours du musée où se déroulent des pièces de théâtre et d'autres événements culturels en plein air